# FBW GTr51 SWS BBC

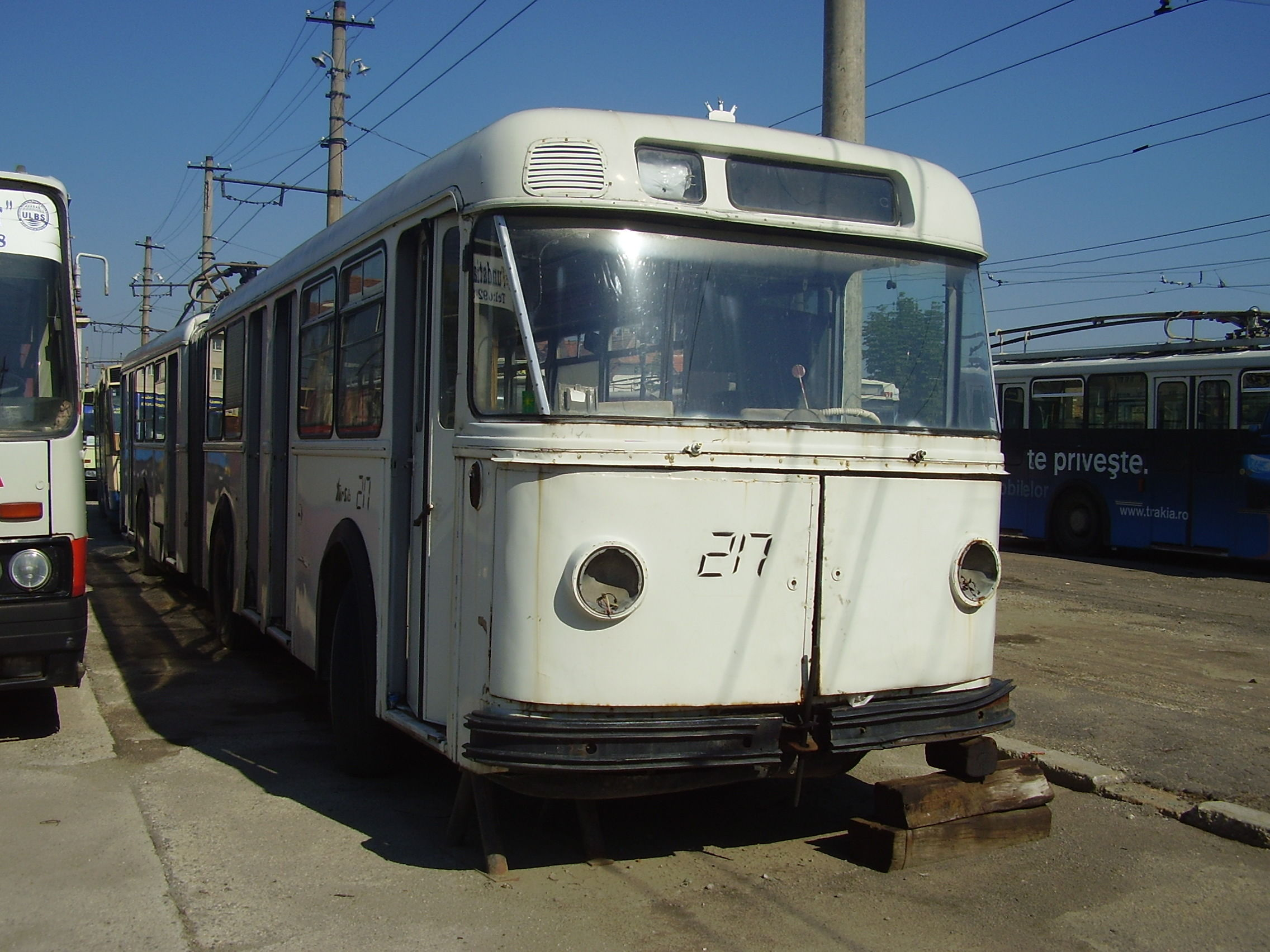
Sibiu: filosnodato FBW GTr51 n. 217 accantonato nel deposito della TurSib

FBW GTr51 SWS MFO è un modello di filobus snodato realizzato in Svizzera sul finire degli anni '50 e la metà degli anni '60.

## Caratteristiche
È un filobus snodato a tre assi lungo 17 metri con guida a sinistra, sei porte, parabrezza trapezoidale leggermente spiovente, prodotto dall'industria elvetica FBW (Franz Brozincevic & Cie, Wetzikon) con carrozzeria della Schlieren (SWS) ed equipaggiamento elettrico della Oerlikon (MFO).

## Diffusione
Era un modello presente in alcune città della Svizzera fino agli anni '90, quando gli esemplari ancora funzionanti furono in parte acquistati da alcune aziende di trasporto pubblico esterne al territorio elvetico.

### Cile
Nel 1991 6 veicoli FBW GTr51 di Zurigo della serie 101-133 (1957-1964) giunsero in due tempi a Valparaíso, perché acquistati dalla locale Empresa de Transportes Colectivos Eléctricos (ETCE) ed iniziarono a circolare con la livrea azzurra e le matricole aziendali attribuite a Zurigo: 105, 107, 109, 111, 129 e 132. Successivamente, mentre la 105 (raffigurata nella scheda) e la 111 continuarono il servizio in questa città, le vetture 107, 109, 129 e 132 furono trasferite a Santiago per la riapertura della rete filoviaria dove furono riclassificate rispettivamente 501, 502, 503 e 504; richiusa nel 1994 la rete della capitale cilena questi filosnodati tornarono a Valparaíso, conservando le matricole attribuite a Santiago (nn. 501-504).

### Romania
A Sibiu nel deposito aziendale della TurSib giace, in parte cannibalizzato, l'ultimo FBW GTr51 del 1959, classificato col numero 217 e proveniente da Losanna.